# Ваздушна одбрана (часопис)
Ваздушна одбрана је часопис који је излазио у Београду од 1936. до 1940. године. Био је лист за поуку становништва против ваздушних напада и био је препоручен од стране Министарства унутрашњих дела, Министарства војске и морнарице, Инспекције земаљске одбране и главног команданта Целокупне жандармерије.
Управа уредништва и администрација часописа налазила се у Београду у Пашићевој улици број 7, а штампа се вршила у Земуну, у штампарији Ротација, затим Графичком Индустријском предузећу Ђ. Мартиновић и Ф. Јефименко у Београду, а потом и у штампарији Слога из Београда. Претплата се плаћала унапред и за годину дана била је 80 динара, за пола године 45, а цена појединачног броја била је 10 динара. Претплата за иностранство износила је 200 динара.
У овом часопису се могло и оглашавати, те је цена за оглас на спољној страни корице износила 1000 динара, док је за оглас на половини корице цена била 600 динара. Нешто јефтинији су били огласи на унутрашњој страни корице и у огласном делу. Попуст од 10% остваривао се за три огласа, 15% за шест и 20% за 12 налога.

## Сарадници
Многа цењена и стручна лица били су сарадници Ваздушне одбране, међу њима и:
- Љубомир Марић, армијски ђенерал
- др Антон Корошец, министар војске и морнарице
- Војин Максимовић, дивизијски ђенерал
- М. Маринковић, инспектор земаљске одбране
- Миливоје Радуловић, директор Друштва Црвеног Крста
- Виктор Клобучар, санитетски пуковник
- М. Филиповић, референт на ваздушну заштиту Савске бановине инжењер
- Душан Савић и Абро Јурјевић, капетани прве класе
- Свет. Лазић, архитекта
- Никола Виторф
- Коста Милановић
- Петар Ракић
- Анте Мелада
- Иван Лебен
- Радмила Јовановић
- Владета Драговић